# Melanoplus buxtoni
Melanoplus buxtoni är en insektsart som beskrevs av Strohecker 1963. Melanoplus buxtoni ingår i släktet Melanoplus och familjen gräshoppor. Inga underarter finns listade i Catalogue of Life.